# Koichi Higashi
Koichi Higashi (東 幸一 Higashi Koichi?, nacido el 23 de agosto de 1978 en Nara) es un exfutbolista japonés. Jugaba de centrocampista y su último club fue el Nara Club de Japón.

## Trayectoria

### Clubes
| Club       | País  | Año         |
| ---------- | ----- | ----------- |
| Sagan Tosu | Japón | 2001 - 2002 |
| Nara Club  | Japón | 2008 - 2010 |